# Pakuba

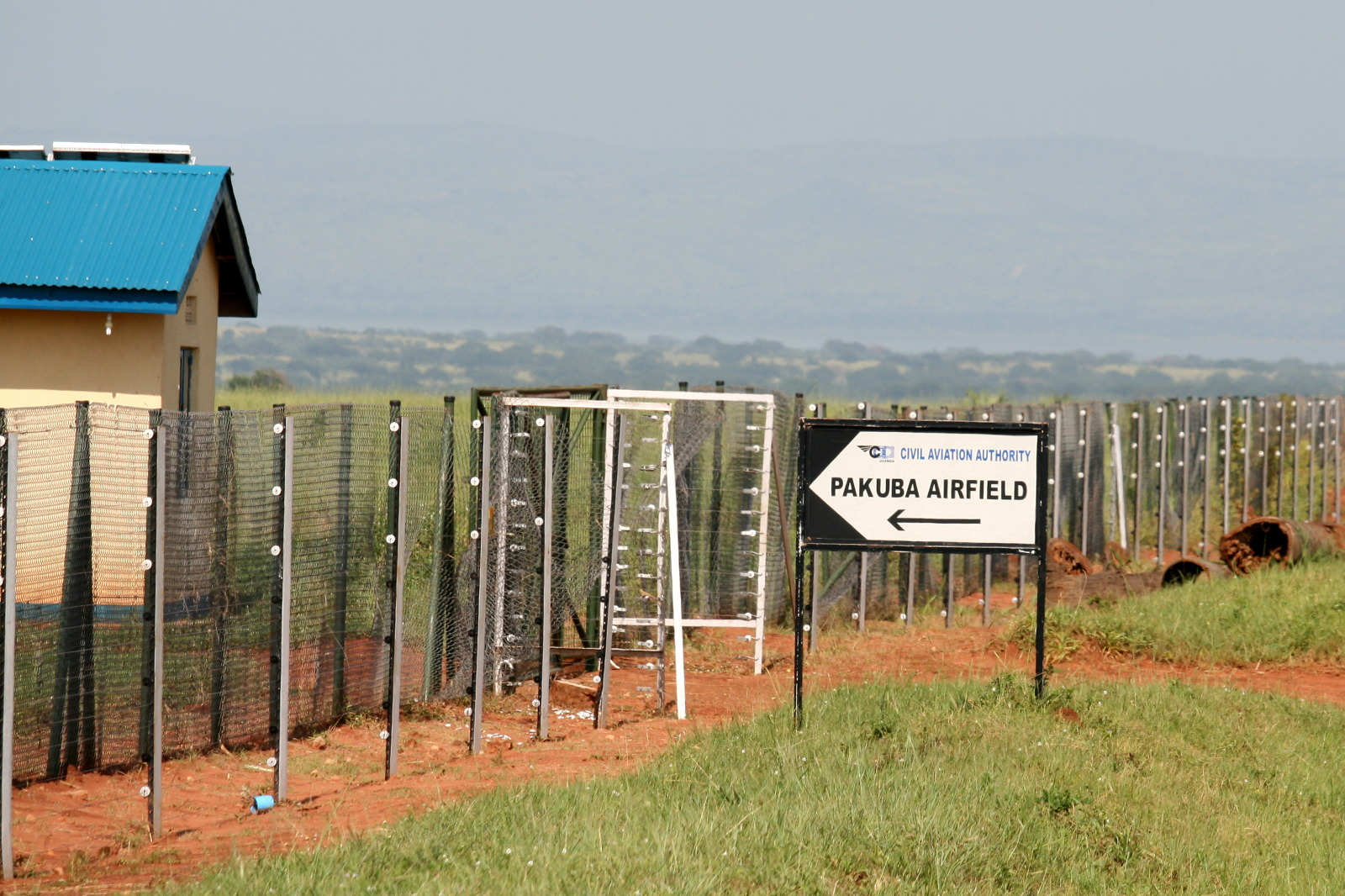
Eingang zum Pakuba Airfield (2015)

Pakuba ist ein unbewohnter Ort am Ostufer des Weißen Nils im Murchison-Falls-Nationalpark. Er gehört zum Distrikt Nwoya in Uganda.
Die Pakuba Lodge wurde Anfang der 1970er Jahre von einer ugandischen Hotelkette als Hotel und Lodge erbaut. Später wurde sie von der ugandischen Regierung als persönliche Lodge für den Diktator Idi Amin übernommen. Nach dessen Sturz 1979 verfiel sie und ist heute eine von wilden Tieren bewohnte Ruine. Eine neue Lodge wurde im ehemaligen Personalquartier in der Nähe eingerichtet.
Der Flugplatz Pakuba (Pakuba Airfield, auch genannt Kabalega Falls Airport) ist eine Flugpiste für Kleinflugzeuge, etwa fünf Kilometer vom Fluss entfernt, siehe auch Liste der Flughäfen in Uganda. Regelmäßige Flüge von und nach Entebbe dienen der touristischen Erschließung des Nationalparks. Der nächste bewohnte Ort ist das 13 Kilometer entfernte Paraa. 